# جون ويليامسون (عازف قيثارة)
جون ويليامسون (بالإنجليزية: John Williamson)‏ هو عازف قيثارة بريطاني، ولد في 28 ديسمبر 1963.

## وصلات خارجية
- جون ويليامسون على موقع ميوزك برينز (الإنجليزية)